# Cascina

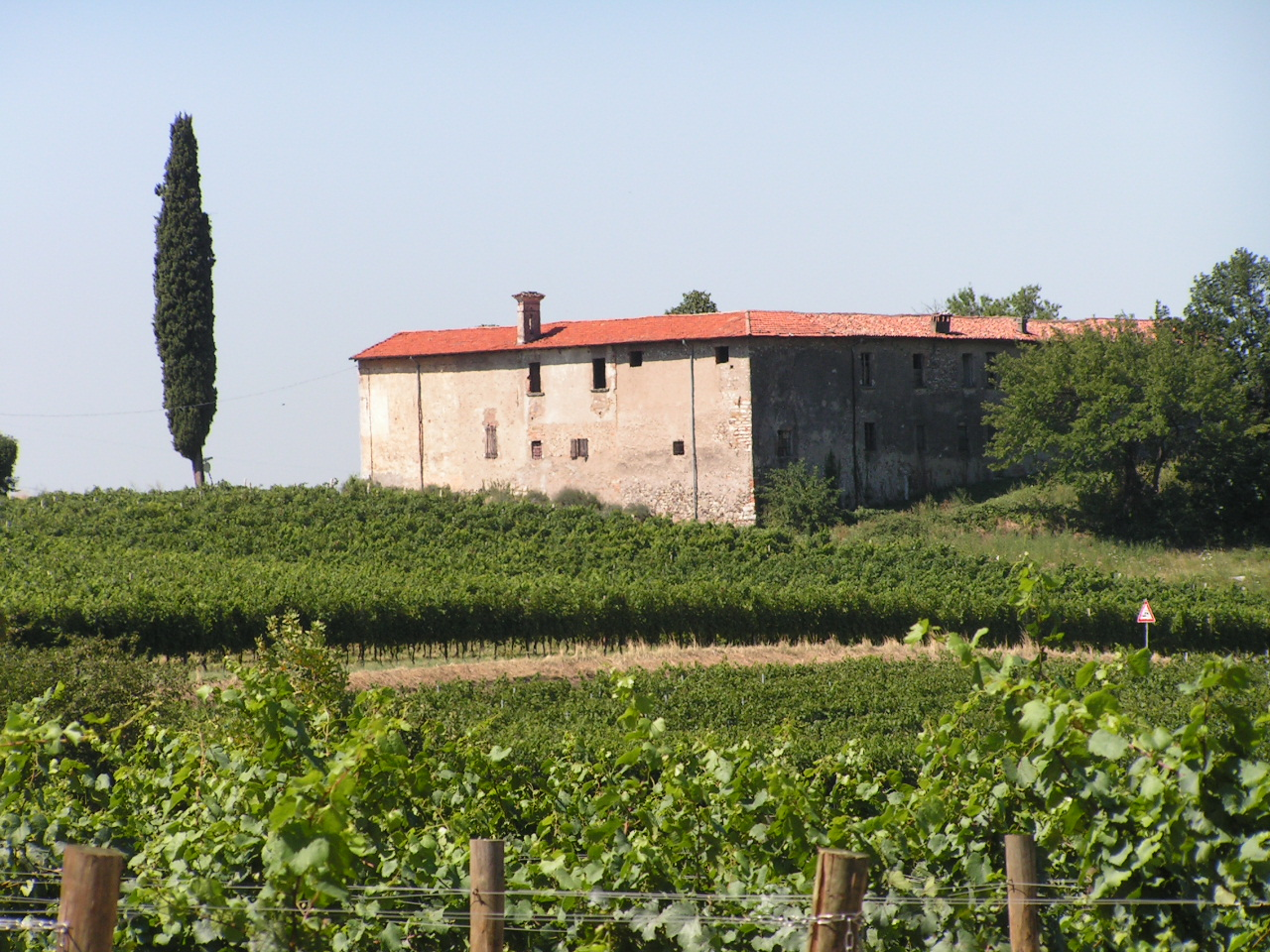
Cascina a Provaglio d'Iseo

La cascina a corte, o più semplicemente cascina (in lombardo cassina /kaˈsina/; in piemontese cassin-a /kaˈsiŋa/), è una struttura agricola tipica della Pianura Padana lombarda e in parte piemontese ed emiliana, dove si usa prevalentemente il termine di corte colonica.

## Informazioni generali

Un tipico cortile lombardo a San Giorgio su Legnano

Si tratta di una grande fattoria al centro di un'azienda agricola di decine di ettari, normalmente almeno 40-50, ma a volte superiore ai 100 (nella Bassa Pianura irrigua le aziende delle Cascine hanno una dimensione media di 40-100 ettari).
In genere nell'Alta Pianura Asciutta le cascine sono più piccole rispetto a quelle della Bassa Pianura Irrigua, di solito almeno la metà.
All'interno della cascina sono presenti stalle, fienili, sili, granai, caseifici, pozzi-fontane, forni, scale, magazzini, mulini ed abitazioni dei contadini riunite in un'unica struttura.
Tali strutture sono sparse in mezzo alla campagna, lontane qualche chilometro dai centri abitati e tra di loro.
La pianta di questa struttura è quadrangolare. Al suo centro è situata la corte (il cortile o l'aia), attorno alla quale si trovano i vari edifici agricoli. La corte fa la funzione dell'aia. Nelle cascine più grandi si possono incontrare anche due o tre corti (cortili); in tal caso sono dette "a corte multipla".

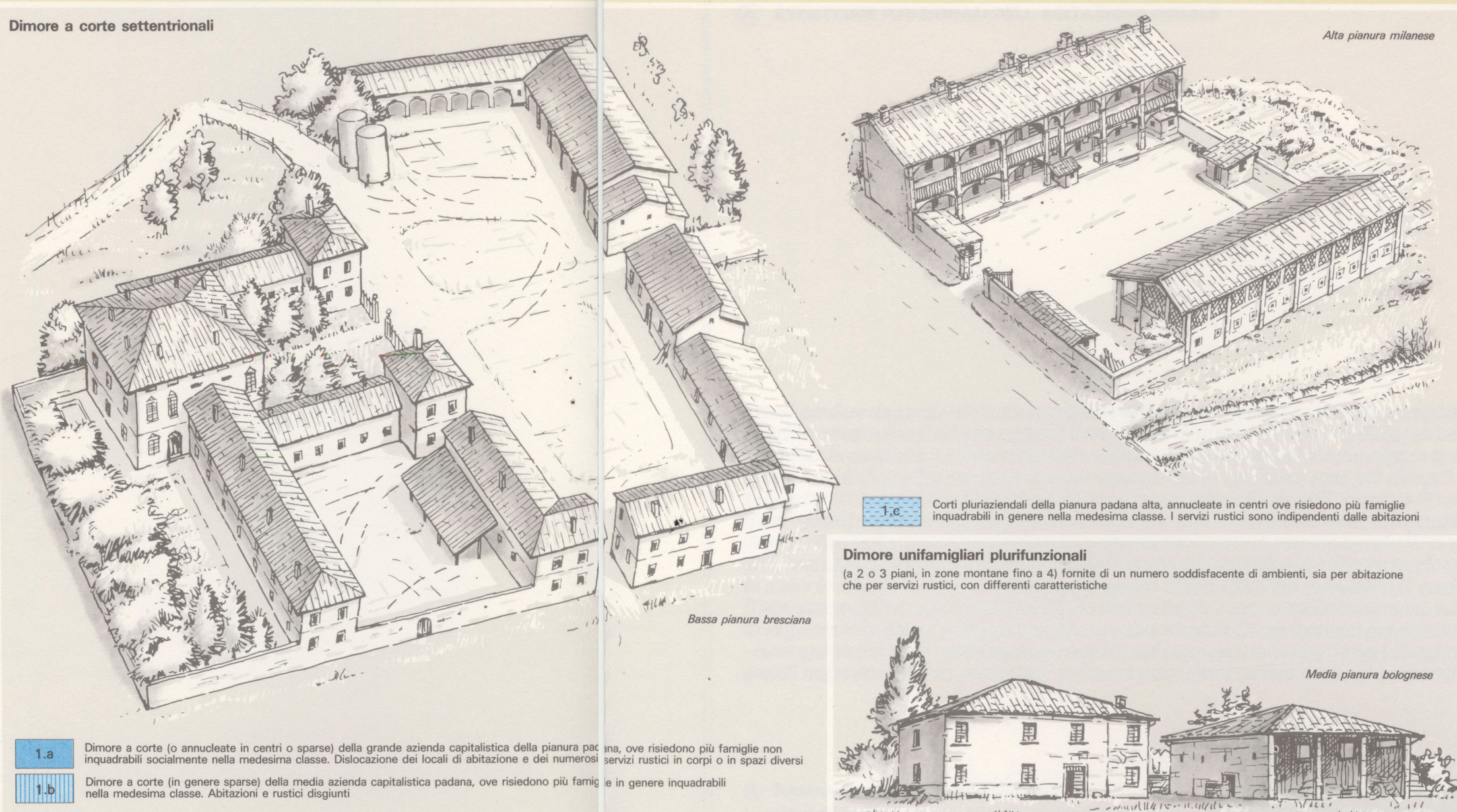
Cascine a corte della bassa pianura bresciana e dell'alta pianura milanese

In alcuni casi le cascine più grandi hanno anche il mulino, l'osteria, una piccola chiesa e a volte perfino una scuola.
Laddove sono più isolate, le cascine tendono ad assumere l'aspetto di fortezze, data la presenza di grosse mura perimetrali. Ci sono state anche cascine fortificate con fossati, ponti levatoi e torri.
Data la loro collocazione soprattutto in Lombardia, le cascine a corte sono state definite anche come "cascine lombarde".
Il nome della cascina deriva dal cognome del proprietario-fondatore dell'azienda agricola, o dal nome di qualche cappella, chiesa o monastero situati nelle vicinanze o nella cascina stessa.
Si noti che in Toscana con il termine cascina non s'intende la cascina a corte, ma un altro tipo di struttura agricola simile a una casa colonica.

## Tipologia della cascina
Secondo la distribuzione degli edifici attorno alla corte (o alle corti) le cascine si dividono in quattro tipi:
1. A corte chiusa: gli edifici vanno a formare un complesso quadrato.
2. A corte aperta: gli edifici vanno a formare un complesso rettangolare con lato aperto, senza edifici.
3. A edifici affiancati o separati: manca una vera e propria corte, anche se gli edifici sono gli stessi della cascina "classica".
4. A corpo unico: vi è un unico edificio (ma in tal caso il termine cascina diviene improprio)[4].

Ciascuna di queste strutture si è sviluppata in epoche diverse. Tipi particolari di cascine sono quelle destinate in passato a uso venatorio, come la Cascina Boscaiola a Milano risalente al XV secolo, prima viscontea e poi sforzesca.

## L'organizzazione della cascina
Questa struttura ha dimensioni notevoli e un tempo ospitava varie famiglie di contadini. Nell'Alta Pianura Asciutta erano 4-5 o 6, mentre nella Bassa Pianura Irrigua erano normalmente 10-15, anche se spesso raggiungevano le 20; di solito non si superavano le 25 famiglie.
Il numero dei nuclei familiari variava a seconda della grandezza dell'azienda agricola legata alla cascina. Nella "Bassa Milanese" la maggior parte delle cascine superava i 100 abitanti (circa 20 famiglie).
La cascina raramente era gestita dal proprietario. Costui dava in affitto l'azienda a un fittavolo, che l'amministrava per tutto il periodo del contratto. Normalmente in ogni comune vi erano 4-5 famiglie di fittavoli (detti anche fittuari) che spesso vivevano in casolari isolati, per una media di circa 20 famiglie ogni 100 km².
Il fittavolo o il proprietario della cascina, spesso non viveva nella fattoria. Nel caso in cui però ciò avvenisse, la sua abitazione era l'edificio più grande posto al centro della cascina. Il fattore rispondeva solo e unicamente al padrone col quale aveva un rapporto di fiducia e contatti assidui. Il fattore riceveva un compenso maggiore rispetto ai suoi sottoposti.
Il contadino che in una cascina controllava l'esecuzione dei lavori su ordine del fittavolo o del padrone era il "fattore". Il fattore era infatti il responsabile dell'intera azienda agricola e organizzava il lavoro degli altri agricoltori. Un tempo, quando la maggior parte dei contadini era salariata fissa, salariata avventizia o sotto contratto di mezzadria, il fattore faceva le veci del fittavolo o del padrone dell'azienda. Il fattore però non sempre viveva all'interno della cascina, ciò accadeva normalmente nelle cascine più grandi.
Data la quantità di contadini che lavoravano nella cascina, questi svolgevano lavori specializzati. Normalmente vivevano al suo interno i contadini che svolgevano una mansione essenziale per l'azienda agricola. Le figure principali residenti in cascina erano le seguenti:
- Campari: si occupavano della manutenzione delle rogge e dei canali d'irrigazione.
- Bergamini: si occupavano del bestiame, in primo luogo della mungitura.
- Casari: preparavano il formaggio.
- Contadini: s'occupavano di vari lavori, ma in primo luogo del taglio del fieno per il bestiame.
- Bifolchi o Cavallanti: avevano lo stesso ruolo, ossia dell'aratura, erpicatura e dissodamento dei campi tramite l'ausilio d'animali da lavoro. Il loro nome cambiava a seconda dell'animale che avevano a disposizione: i Bifolchi avevano una coppia di buoi, mentre i Cavallanti 1 o 2 cavalli. Essi si preoccupavano anche delle pariglie e della cura degli animali da lavoro a loro affidati.
- Campagnoni: c'erano in alcune cascine e s'occupavano della gestione delle acque.

Oltre a queste categorie c'erano garzoni di vario genere: famigli, manzolai, stallieri, fatutto, mietitori, ecc.
Nelle cascine più grandi c'erano anche artigiani di vario genere (maniscalco, sellaio, falegname, muratore, fabbro, ecc.).
Tra i salariati stagionali vi erano: mietitori, tagliariso, mondine, ecc.

## I contratti agricoli in cascina
I fittavoli, che erano veri e propri borghesi agrari, avevano un contratto di 9-12 anni. Durante tutto il periodo del contratto fungevano da "padroni" e, per i contadini che lavoravano e vivevano in cascina, il proprietario dell'azienda era come se non esistesse, dato che questo spesso viveva in città e loro erano vincolati contrattualmente al fittavolo.
I contratti agricoli dei contadini che vivevano e lavoravano in una cascina erano: la masseria, il lavoro salariato pagato fisso o a giornata. Il primo era diffuso nell'Alta Pianura Asciutta, dove le cascine erano più piccole, mentre gli ultimi due erano diffusi nella Bassa Pianura Irrigua.
I contratti di masseria tradizionale vedevano vincolate 4-5-6 famiglie coloniche che coltivavano i fondi in parte a mezzadria e in parte a fitto. La parte di terreno coltivata a mezzadria fruttava al fittavolo o al proprietario circa metà o un terzo del raccolto.
I salariati fissi risiedevano nella cascina, essi avevano un contratto di un anno che scadeva normalmente a S. Martino (11 novembre). In tal caso essi avevano diritto per contratto: al lavoro, all'alloggio, al vitto, all'orto e al combustibile. Nel caso fossero bergamini o bifolchi-cavallanti anche al porcile con 1 o 2 maiali.
I salariati saltuari (detti anche braccianti, avventizi o giornalieri) invece risiedevano nei paesi, nei villaggi e nelle borgate agricole. In qualche raro caso vivevano in case sparse sui terreni appartenenti alla cascina. In tal caso pagavano un canone d'affitto.
Accadeva spesso che, se vi era surplus di lavoro (durante i raccolti), s'assumessero temporaneamente contadini salariati che risiedevano per breve tempo in cascina. Qualora vi fossero braccianti agricoli che dovevano lavorare per un prolungato periodo di tempo, questi avevano un locale apposito della cascina dove alloggiare.
Significativo in tal senso è il caso delle cascine la cui azienda era dedita alla coltura del riso. Una volta l'anno infatti venivano assunte, per un breve periodo, le mondine per la monda del riso in primavera.

## La produzione agricola delle cascine
Le tenute agricole delle cascine sono caratterizzate dalla produzione cerealicola (grano, mais, riso, orzo) alternata da quella foraggera per consentire l'allevamento bovino.
Fino al 1950 circa, le aziende aventi la cascina come unità produttiva, avevano un terzo o un quarto dei terreni a marcita, e sul restante alternavano rotazioni quinquennali o settennali tra cereali autunnali (grano, orzo, segale), cereali primaverili (riso, mais, avena, miglio e sorgo) e maggese.
L'intera produzione del riso nella Pianura Padana (che costituisce il 60% della produzione europea) è caratterizzata dalla cascina, come unità produttiva.
Data la loro collocazione geografica nella pianura irrigua e alla presenza di fontanili e rogge, le cascine si son spesso specializzate nel sistema delle marcite che ha consentito la diffusione dell'allevamento bovino, attuato contemporaneamente all'agricoltura. Questo binomio allevamento-agricoltura sullo stesso territorio è stato il punto di forza dell'agricoltura lombarda a partire dal 1700.
Vi è infatti una capillare rete d'irrigazione che costituisce circa il 10 % dell'intero terreno dell'azienda della cascina.
Molte cascine situate presso corsi d'acqua si dedicano alla pioppicoltura. Infatti la Pianura Padana è molto ricca di pioppete, che costituiscono l'unico caso di arboricoltura in Italia. Un tempo, oltre alla pioppicoltura, era assai diffusa anche la coltivazione dell'olmo e del gelso, quest'ultimo veniva piantato per l'allevamento dei bachi da seta. Non mancavano però robinie, platani, salici, ontani e querce.
Le tenute agricole delle cascine divennero presto all'avanguardia, al punto che le innovazioni avvenute in Inghilterra nel XVIII secolo erano già in parte utilizzate dalle cascine padane da qualche secolo.

## Storia
I precursori storici della cascina a corte si trovano nella villa rustica romana e nella grangia cistercense medioevale.
Al X secolo risalgano le prime strutture agricole che hanno portato alla cascina a corte. Le prime notizie di cascine (all'epoca dette cassine) risalgono al XIII secolo.
Già dalla metà del Duecento, in alcune aree della Lombardia, come nelle campagne pavesi e milanesi, erano sorte aziende agricole accentrate, dotate di cassine, stalle, case, mulini e difese da torri. Alcune di esse furono in seguito trasformate in cascine "a corte" e diverse si sono conservate fino ai nostri giorni. La trasformazione delle antiche cassine alla struttura con le caratteristiche tipiche riscontrabili ai nostri giorni, avvenne fino al XVIII secolo.
La diffusione massima delle cascine avvenne tra il 1700 ed il 1800 epoca a cui risalgono la maggior parte degli edifici attuali. A partire dal 1750 circa infatti, in concomitanza dell'organizzazione capitalistica dell'agricoltura, le cascine si diffusero notevolmente in quanto la struttura stessa della cascina era perfetta per la razionalizzazione della produzione.

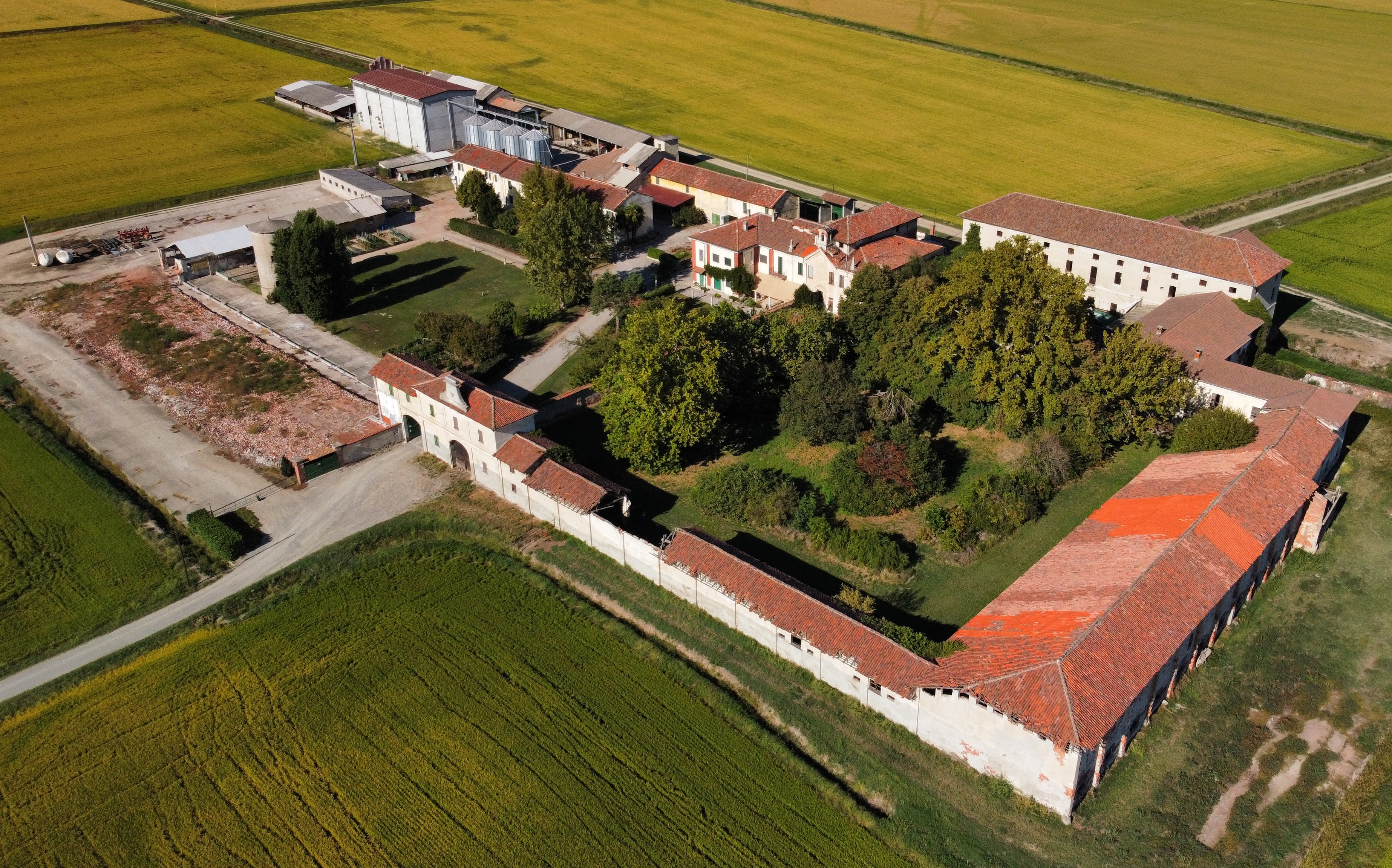
Buzzoletto Vecchio, cascina del XV secolo a Garbagna Novarese

Oggi le cascine più antiche risalgono al 1400-1500-1600. È infatti alla fine del XV secolo che nasce la cascina così come la conosciamo oggi. In questo secolo avviene la trasformazione dell'allevamento bovino-equino transumante a quello stanziale. Questa rivoluzione, avvenuta di pari passo con la diffusione delle marcite, ha fatto nascere la cascina, una struttura sorta per far vivere assieme gli antichi allevatori, divenuti stanziali, e i contadini che già vivevano accanto ai pascoli trasformati in marcite.
Quando vennero espropriati terreni agricoli alla Chiesa, vari monasteri si trasformarono in cascine (in Provincia di Milano ci sono vari esempi di questo fenomeno: Mirasole, Monluè, Selvanesco, ecc.).
A partire dal 1900 esse sono state progressivamente abbandonate sia per effetto dell'emigrazione dalle campagne che ha caratterizzato il Novecento, sia perché i contadini ritennero più confortevole e sicuro vivere nei centri abitanti, piuttosto che in mezzo alla campagna. A seguito dell'urbanizzazione, le strutture si son trasformate talora in parrocchie, scuole, edifici comunali, villette a schiera, ristoranti e hotel. Tuttavia la loro presenza nelle campagne è ancora assai diffusa, anche se spesso le famiglie contadine preferiscono vivere nei centri abitati.
Spesso, se sono di una certa dimensione, le cascine hanno uno spaccio che vende al dettaglio direttamente al consumatore i prodotti dell'azienda, sono le cosiddette farmers markets.
All'inizio del 2008 le cascine con uno spaccio erano 101 nelle sole province di Milano e Lodi. Sempre nello stesso periodo, nella sola Provincia di Milano le cascine con un distributore automatico self-service di latte crudo appena munto erano 43.
Attualmente molte cascine si stanno trasformando in agriturismi.

## Diffusione

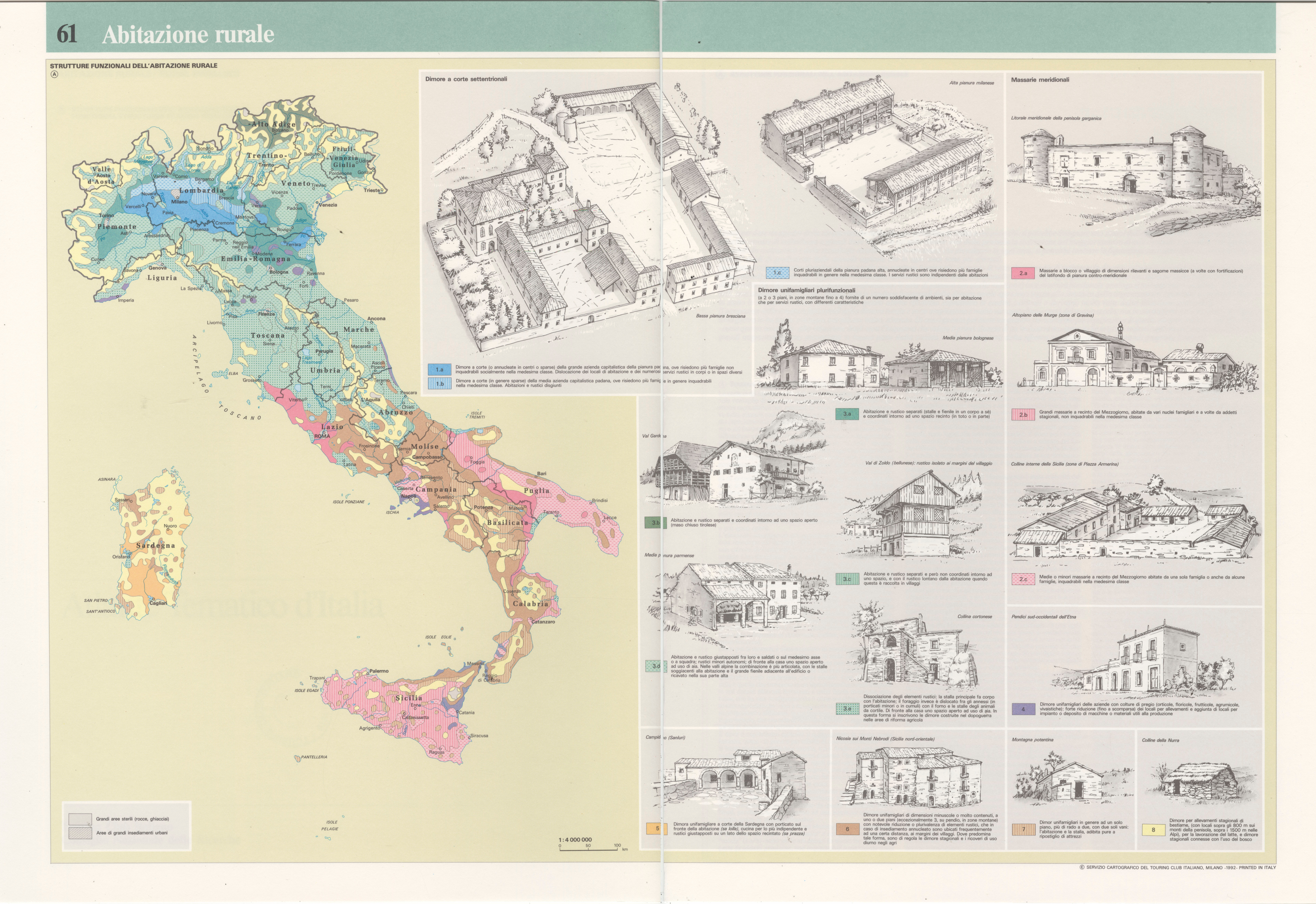
Distribuzione delle cascine e edifici rurali in Italia

Le cascine sono molto diffuse in tutta la Pianura Padana della Lombardia, del Piemonte centrale e orientale ed in piccola parte dell'Emilia-Romagna.
Si tratta delle intere province di: Milano, Monza, Lodi, Cremona, Mantova, Vercelli e Novara. Inoltre sono presenti nella parte in pianura della Provincia di Bergamo, Brescia, Varese, Torino, Alessandria e Asti; nella parte brianzola della Provincia di Como e Lecco. Infine nella Provincia di Pavia escluso l'Oltrepò pavese.
Al di fuori di queste province questo tipo di struttura agricola si trova sporadicamente solo nell'Emilia-Romagna, in particolare nelle province di Ravenna, Ferrara e Piacenza (nelle zone verso la Lombardia).
La maggior parte delle 'cascine a corte' però si trova nel Bassa Pianura Irrigua delimitata a Nord dall'asse Milano-Torino, a sud dal fiume Po, ad est dal fiume Mincio e ad ovest dal fiume Sesia.

Una cascina a corte molto particolare si trova a Prato, in Toscana e fu edificata da Lorenzo il Magnifico.
Si tratta di un insolito edificio quadrato a corte centrale e torri angolari e circondato da un fossato, il complesso detto Cascine di Tavola è attribuito a Giuliano da Sangallo e contemporaneo alla vicina Villa di Poggio a Caiano (fine del XV secolo). Il tipo a corte viene ricondotto da molti autori al modello delle cascine a corte padane, tenuto conto della finalità produttiva, come centro di attività agricole e di allevamento bovino. Si accede alla corte interna da un unico ingresso ad arco. La corte è circondata da portici ed accoglieva al suo centro, fino al XVIII secolo, una grande vasca adibita a vivaio di pesci.

## L'amministrazione delle cascine
Le cascine sono oggetto della giurisdizione dell'amministrazione comunale del comuni d'appartenenza. Nelle suddette province ogni comune ha almeno 4-5 cascine, nelle zone più rurali si raggiunge e si supera anche le 10-15 cascine per comune.
Alcune frazioni di comuni però, sono costituite interamente da cascine (8-10). Un tempo ciò avveniva abbastanza spesso ed a volte erano gli stessi comuni ad essere costituiti interamente da una decina (o più) di cascine, di cui il comune gestiva l'amministrazione. Poteva capitare che le amministrazioni comunali costruissero in aperta campagna scuole per i figli dei contadini delle cascine.
Un tempo i circondari delle città erano costituiti da cascine. Per esempio, fino all'Ottocento, il vastissimo circondario di Milano era costituito da decine di cascine (probabilmente circa 100).
Anche le parrocchie a volte riunivano più cascine (7-8) per permettere ai contadini lontani dai centri abitati, di prender parte alle funzioni religiose. Per cui in mezzo alla campagna sorgevano oratori.

## Peculiarità del sistema agricolo capitalistico e differenze con quello latifondista
Le cascine a corte sono il nucleo delle aziende con un tipo di produzione capitalistica.
La grande azienda capitalistica ha le seguenti caratteristiche:
- Proprietà di grandi dimensioni, ma non enormi: mediamente 65-100 ha, raramente più di 100 (1 km²), quasi mai più di 150 (1,5 km²).
- Il proprietario non gestisce quasi mai direttamente i fondi e li affida, tramite affitto, a un fittavolo.
- Ha la cascina a corte come unità produttiva.
- Vi è una organizzazione specialistica e salariale del lavoro.
- La produzione è destinata soprattutto alla vendita.
- L'azienda è inserita in un sistema di mercato.

Rispetto all'organizzazione latifondista, il sistema di produzione della tenuta agricola, avente la cascina come unità produttiva, è quello dell'azienda capitalista. Questo modello è andato sempre più affermandosi a partire dalla seconda metà dell'Ottocento e oggi si può dire pienamente affermato.
Inoltre, a differenza dei latifondi del Mezzogiorno, l'azienda agricola della cascina non aveva una struttura latifondista (sebbene il proprietario potesse possedere più cascine) e i rapporti sociali risultavano diversi. Nel sistema latifondista, chi amministrava il latifondo non sempre investiva del capitale per migliorarne la produzione e spesso molti terreni erano tenuti incolti.
I latifondi del Mezzogiorno erano molto più estesi delle tenute agricole legate alla cascina, mediamente 5-6 volte più grandi. Ma, a parità di dimensione, un'azienda agricola capitalista, avente la cascina come unità produttiva, ai primi del Novecento risultava mediamente sei volte più produttiva dei latifondi del Mezzogiorno.
Questi venivano infatti coltivati in modo diverso rispetto alle tenute delle cascine, presentando vaste aree incolte ove spesso vigeva la monocoltura del grano. Infine, non vi era una razionalizzazione del lavoro dei contadini né dell'irrigazione dei campi.

## Differenze con altre strutture agricole
- Le masserie del Mezzogiorno si differenziano dalle cascine, le quali presentano:
  - una struttura più imponente e caratterizzata da un numero maggiore di famiglie che vi lavoravano (nella masseria 2-3; nella cascina almeno 4-5 nella Alta Pianura Asciutta ed almeno 10-15 nella Bassa Pianura Irrigua).
  - Un numero maggiore d'edifici ed una precisa struttura quadrangolare che ruota attorno alla corte.
  - Un'agricoltura ricca caratterizzata dall'alternarsi di vari cereali tra loro; la presenza dell'allevamento.
  - Una struttura capitalistica caratterizzata da una produzione destinata soprattutto alla vendita.
  - Un'azienda inserita in un meccanismo di mercato ed una organizzazione specialistica e salariale del lavoro.
- Una tipologia particolare di cascina fu l'aia piemontese, tipica del Piemonte e sviluppata intorno a una stretta aia rettangolare. Fa parte dell'architettura vernacolare piemontese. Si differenzia dalla cascina a corte per le sue dimensioni più piccole e per le sue applicazioni in grande scala nella costruzione di borgate agricole.
- Rispetto alle case coloniche del centro Italia, ai casolari sparsi del nord-est e alle fattorie dell'Emilia-Romagna, la cascina ha una struttura plurifamiliare non unifamiliare edè costituita da più edifici, non da uno soltanto. Inoltre la dimensione dell'azienda agricola facente capo alla cascina è almeno 5-20 volte maggiore rispetto a quella del podere.
- I contadini delle cascine, a differenza di quelli delle masserie e della casa colonica, usavano normalmente i cavalli come animali da lavoro invece che i buoi.
- Facendo un confronto con le grandi fattorie americane, la cascina si distingue per la precisa e specifica disposizione degli edifici (comunque più numerosi nella cascina) all'interno del complesso. Inoltre negli Stati Uniti gli edifici agricoli sono costruiti prevalentemente in legno, mentre le cascine sono sempre in muratura. Infine la conduzione delle fattorie americane è uni o bi-familiare e non pluri-familiare come nelle cascine, sebbene le dimensioni delle aziende siano simili (30-65 ettari). L'agricoltura americana è, complessivamente, più meccanizzata).

## Cascine e cinema
- Il film L'albero degli zoccoli, di Ermanno Olmi, ha documentato la vita in una cascina lombarda a fine Ottocento (1897-1898).
- Il film Novecento, di Bernardo Bertolucci, ha documentato la vita in una cascina emiliana nei primi del Novecento[16] (1900-1945).

## Destino di vecchie cascine
Gli aeroporti milanesi, Taliedo (attivo fino agli anni trenta), Linate e Malpensa, furono costruiti su territori appartenenti a cascine. Per esempio per costruire l'aeroporto di Linate furono espropriate e demolite 7 cascine e i loro 3 km² di campi furono utilizzati come piste per l'aeroporto. Gli aeroporti di Malpensa e Taliedo prendono il nome dalla cascina principale su cui furono costruite le piste per gli aerei.